# Assur-nadin-apli

Assur-nadin-apli, roi d'Assyrie de -1207--1204 ou -1196--1194 (Amélie Kuhrt).

## Biographie
Il est le fils aîné de Tukulti-Ninurta Ier. Son nom signifiait "le Dieu Assur a donné un fils" dans la langue akkadienne. L'Assyrie perd beaucoup de sa puissance au cours de son règne. Son fils Assur-Nirâri III (ou Assur-Nerari ou Ashur-Nirari, -1204--1198 ou -1193--1188 - Amélie Kuhrt) sera le souverain suivant.